# Eyes Closed (bài hát của Ed Sheeran)
"Eyes Closed" là một bài hát của ca sĩ kiêm nhạc sĩ người Anh Ed Sheeran. Ca khúc được phát hành vào ngày 24 tháng 3 năm 2023, thông qua hãng Asylum và Atlantic, đây là ca khúc thứ ba và cũng sẽ là đĩa đơn chủ đạo trong album phòng thu thứ năm sắp tới −. Ca khúc do Max Martin, Johan Schuster, và Fred Again và giọng ca chính Ed Sheeran sáng tác kiêm vai trò đồng sản xuất với Aaron Dessner. Bài hát đã dẫn đầu bảng xếp hạng UK Singles Chart.

## Bối cảnh
Vào ngày 1 tháng 3 năm 2023, Ed Sheeran đã công bố một bài hát nằm trong album phòng thu sắp tới của anh -, và anh đã tạo ra một số cơ hội để đặt hàng trước. Vào ngày 9 tháng 3, anh đã chia sẻ một video về bản xem trước của ca khúc lên mạng xã hội, video cho thấy anh đang biểu diễn bài hát trên guitar và piano. Trong một video trên TikTok được đăng cùng ngày 9 tháng 3, video tiết lộ rằng "Eyes Closed" sẽ là đĩa đơn chủ đạo của album. Ca khúc được cho là để tri ân người bạn thân là doanh nhân âm nhạc Jamal Edwards, người trước đó đã qua đời vào tháng 2 năm 2022. Nói về sự mất mát đó, anh tiết lộ rằng: "Màu xanh chính là màu của Jamal, nhưng bây giờ chỉ là tất cả những gì mà tôi cảm thấy. Và tôi đoán âm nhạc sẽ giúp chữa lành vết thương, vì vậy tôi đang nhắm mắt khiêu vũ để cố gắng vượt qua nó". Anh cho rằng cái cảm giác "sợ hãi, chán nản và lo lắng" sẽ là nguồn cảm hứng cho âm nhạc của mình.

## Sáng tác
Trong ca khúc, giọng hát của Ed Sheeran có một âm sắc phong phú và tiếng giọng giả thanh của anh đã mềm mại hơn khi anh hát đoạn điệp khúc "Tôi cứ nhắm mắt mà nhảy". Alexis Petridis từ tờ báo  The Guardian đã lưu ý rằng, bài hát có phần chơi guitar cùng với bộ gõ và đoạn điệp khúc được chơi một cách "nhất quán" và "radio thân thiện". Ban đầu ca khúc được viết như là một bài hát chia tay, nó lại mang một ý nghĩa mới sau khi Ed Sheeran đã phải chịu những mất mát cá nhân. Lời bài hát của ca khúc đã mang lại một cảm giác "cá nhân hơn" và "được liên kết rõ ràng với một sự kiện rất cụ thể", đó chính là cái chết của Jamal Edwards.

## Quảng bá
Bài hát cũng đã được giới thiệu trong trailer đầu tiên của bộ phim tài liệu Disney+ sắp ra mắt của anh Ed Sheeran: The Sum of It All bộ phim khám phá chi tiết về cuộc sống riêng tư của anh ấy.

## Đánh giá chuyên môn
| Đánh giá chuyên môn | Đánh giá chuyên môn |
| Nguồn đánh giá      | Nguồn đánh giá      |
| Nguồn               | Đánh giá            |
| ------------------- | ------------------- |
| The Independent     |                     |
| The Guardian        |                     |

Roisin O'Connor từ tờ báo The Independent đã đánh giá ca khúc 4 trên 5 sao và, cô viết rằng, "phần lớn cảm xúc" của bài hát là do cách mà Sheeran thể hiện. Trong một bài đánh giá hỗn hợp, Alex Petridis từ tờ báo The Guardian đã cho ca khúc là 3 trên 5 sao, anh viết rằng "bạn đã biết liệu bạn có yêu thích nó hay không, ghê tởm nó đến từng thớ thịt trong con người bạn" hoặc chỉ đơn giản là "ngạc nhiên trước hiệu quả của nó mà không bị lay động".

## Video âm nhạc
Video âm nhạc "Eyes Closed" được lấy cảm hứng từ bộ phim Harvey. Video đã được phát hành cùng ngày với đĩa đơn. Do Mia Barnes đạo diễn, video mô tả khung cảnh Ed Sheeran đang bị theo dõi bởi một con vật lớn màu xanh mà chỉ có anh mới có thể nhìn thấy trong đêm đi chơi, con vật đó đại diện cho nỗi đau của anh. Anh đã sớm tìm thấy những người khác đang vui vẻ với những con vật của riêng họ, trước khi cuối cùng đối mặt với con quái vật của chính anh và hát đoạn cuối cùng của bài hát, khiến con vật đó biến mất.

## Biểu diễn trực tiếp
"Eyes Closed" đã được biểu diễn vào ngày 1 tháng 4 năm 2023 trên The Jonathan Ross Show.

## Bảng xếp hạng
| Bảng xếp hạng (2023)                   | Thứ hạng |
| -------------------------------------- | -------- |
| Úc (ARIA)                              | 6        |
| Bỉ (Ultratop 50 Flanders)              | 2        |
| Áo (Ö3 Austria Top 40)                 | 7        |
| Bỉ (Ultratop 50 Wallonia)              | 6        |
| Brasil (Top 100)                       | 82       |
| Brasil (Pop Internacional)             | 7        |
| Canada (Canadian Hot 100)              | 9        |
| Canada AC (Billboard)                  | 4        |
| Cộng hòa Séc (Singles Digitál Top 100) | 80       |
| Canada CHR/Top 40 (Billboard)          | 9        |
| Canada Hot AC (Billboard)              | 5        |
| Cộng hòa Séc (Rádio Top 100)           | 67       |
| Đan Mạch (Hitlisten)                   | 8        |
| Phần Lan (Suomen virallinen lista)     | 31       |
| Thế giới Global 200 (Billboard)        | 16       |
| Hungary (Single Top 40)                | 16       |
| Pháp (SNEP)                            | 70       |
| Đức (GfK)                              | 13       |
| Ireland (IRMA)                         | 4        |
| Ý (FIMI)                               | 62       |
| Nhật Bản (Japan Hot 100)               | 92       |
| Úc (ARIA)                              | 10       |
| Hàn Quốc (Circle)                      | 139      |
| Lithuania (AGATA)                      | 51       |
| Luxembourg (Billboard)                 | 22       |
| Hà Lan (Dutch Top 40)                  | 14       |
| Hà Lan (Single Top 100)                | 18       |
| New Zealand (Recorded Music NZ)        | 11       |
| Na Uy (VG-lista)                       | 11       |
| Ba Lan (Polish Airplay Top 100)        | 10       |
| Ba Lan (Polish Streaming Top 100)      | 60       |
| Bồ Đào Nha (AFP)                       | 87       |
| Singapore (RIAS)                       | 21       |
| Slovakia (Rádio Top 100)               | 17       |
| Slovakia (Singles Digitál Top 100)     | 41       |
| Thụy Điển (Sverigetopplistan)          | 10       |
| Thụy Sĩ (Schweizer Hitparade)          | 8        |
| Anh Quốc (OCC)                         | 1        |
| Hoa Kỳ Billboard Hot 100               | 26       |
| Hoa Kỳ Adult Contemporary (Billboard)  | 13       |
| Hoa Kỳ Adult Pop Airplay (Billboard)   | 8        |
| Hoa Kỳ Pop Airplay (Billboard)         | 11       |
| Việt Nam (Vietnam Hot 100)             | 93       |

## Lịch sử phát hành
| Quốc gia       | Ngày phát hành      | Định dạng                       | Phiên bản  | Hãng đĩa               | Nguồn  |
| -------------- | ------------------- | ------------------------------- | ---------- | ---------------------- | ------ |
| Toàn cầu       | 24 tháng 3 năm 2023 | Tải kỹ thuật số phát trực tuyến | Bản thường | Asylum Atlantic Warner | [ 58 ] |
| Vương quốc Anh | 24 tháng 3 năm 2023 | Đĩa CD                          | Bản thường | Asylum Atlantic Warner | [ 59 ] |
| Ý              | 24 tháng 3 năm 2023 | Đài phát thanh                  | Bản thường | Warner                 | [ 60 ] |
| Toàn cầu       | 27 tháng 3 năm 2023 | Tải kỹ thuật số phát trực tuyến | Bản Piano  | Asylum Atlantic Warner | [ 61 ] |
| Hoa Kỳ         | 27 tháng 3 năm 2023 | Hot adult contemporary radio    | Bản thường | Atlantic               | [ 62 ] |
| Hoa Kỳ         | 28 tháng 3 năm 2023 | Contemporary hit radio          | Bản thường | Atlantic               | [ 63 ] |